# Maksymilian Leonid Dubrawski

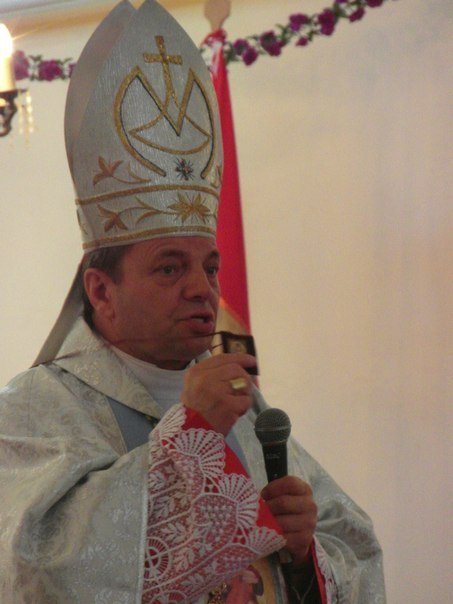
Maksymilian Leonid Dubrawski (2015)

Bischofswappen von Maksymilian Leonid Dubrawski

Maksymilian Leonid Dubrawski OFM (ukrainisch Максиміліан Леон Дубравський; * 1. Juli 1949 in Dubowez, Ukrainische SSR) ist ein ukrainischer Ordensgeistlicher und emeritierter römisch-katholischer Bischof von Kamjanez-Podilskyj.

## Leben
Maksymilian Dubrawski trat der Ordensgemeinschaft der Franziskaner bei und der Apostolische Administrator von Riga, Julijans Kardinal Vaivods, spendete ihm am 29. Mai 1983 die Priesterweihe.
Papst Johannes Paul II. ernannte ihn am 7. April 1998 zum Weihbischof in Kamjanez-Podilskyj und Titularbischof von Trofimiana. Die Bischofsweihe spendete ihm der Erzbischof von Lemberg, Marian Jaworski, am 27. Juni desselben Jahres; Mitkonsekratoren waren Erzbischof Antonio Franco, Apostolischer Nuntius in der Ukraine, und Jan Olszański MIC, emeritierter Bischof von Kamjanez-Podilskyj. Als Wahlspruch wählte er die franziskanische Grußformel Pax et Bonum (deutsch: Friede und Heil).
Am 4. Mai 2002 wurde er zum Bischof von Kamjanez-Podilskyj ernannt. Mit der Ernennung seines Nachfolgers Eduard Kawa OFMConv am 1. Juli 2025 nahm Papst Leo XIV. seinen altersbedingten Rücktritt an.